# كرومفورد
كرومفورد هي قرية وأبرشية مدنية في ديربيشاير ، إنجلترا، في وادي نهر دروانت بين وركسوورث وماتلوك. تم ذكره لأول مرة في كتاب يوم القيامة الذي يرجع تاريخه إلى القرن الحادي عشر كقذار (دعم المزرعة) من وركسوورث، وظلت هذه الحالة طوال العصور الوسطى. كان عدد السكان في تعداد 2011 4433. ومن المعروف في المقام الأول لارتباطها التاريخي مع ريتشارد Arkwright ، وطاحونة كومفورد القريبة التي بناها خارج القرية في عام 1771. يقع كومفورد في موقع التراث العالمي ديروينت فالي ميلز.

## معرض صور

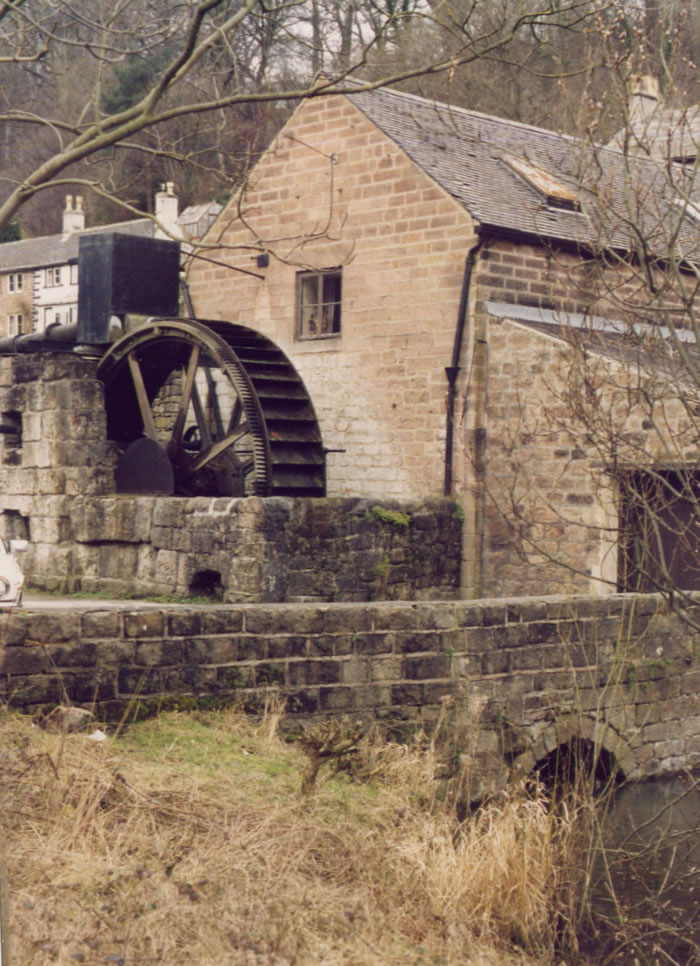
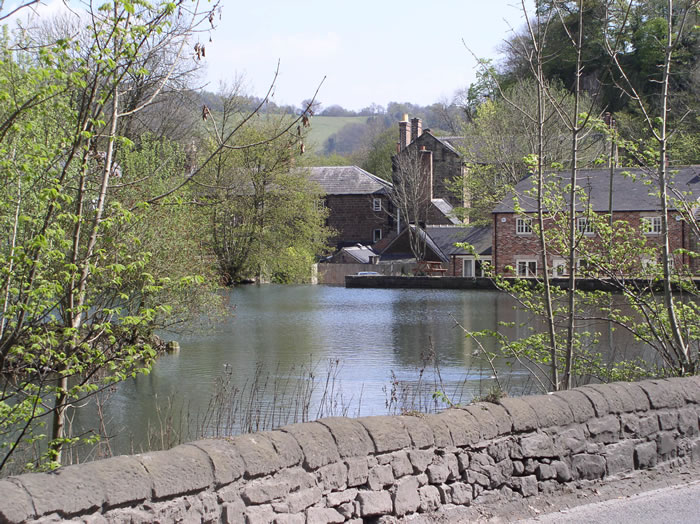
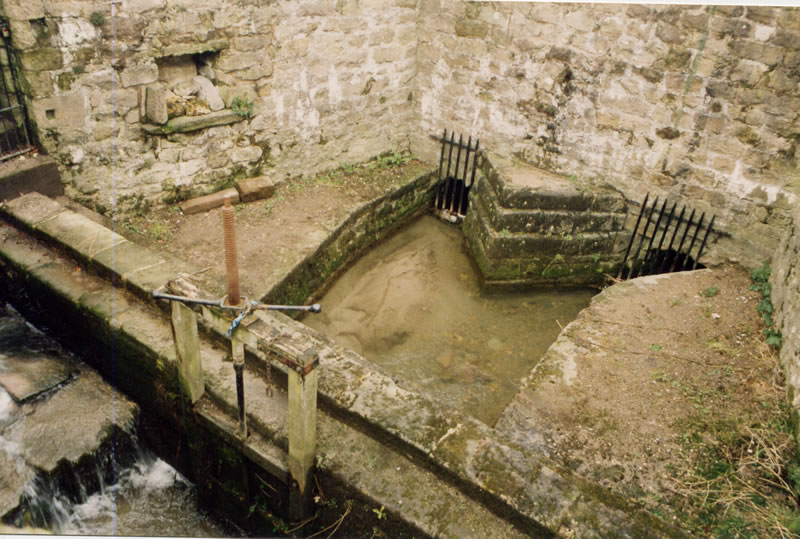
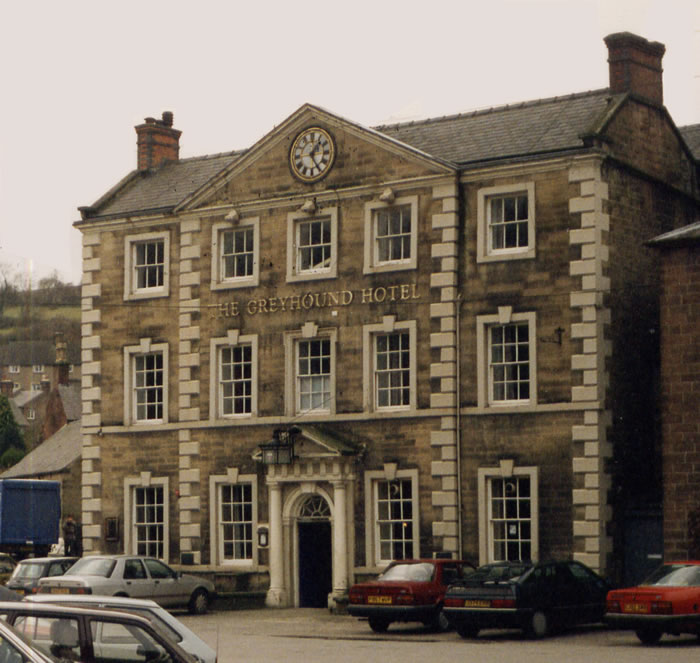

## أعلام
- يان بوكستون
- ريتشارد آركرايت